# Katanker

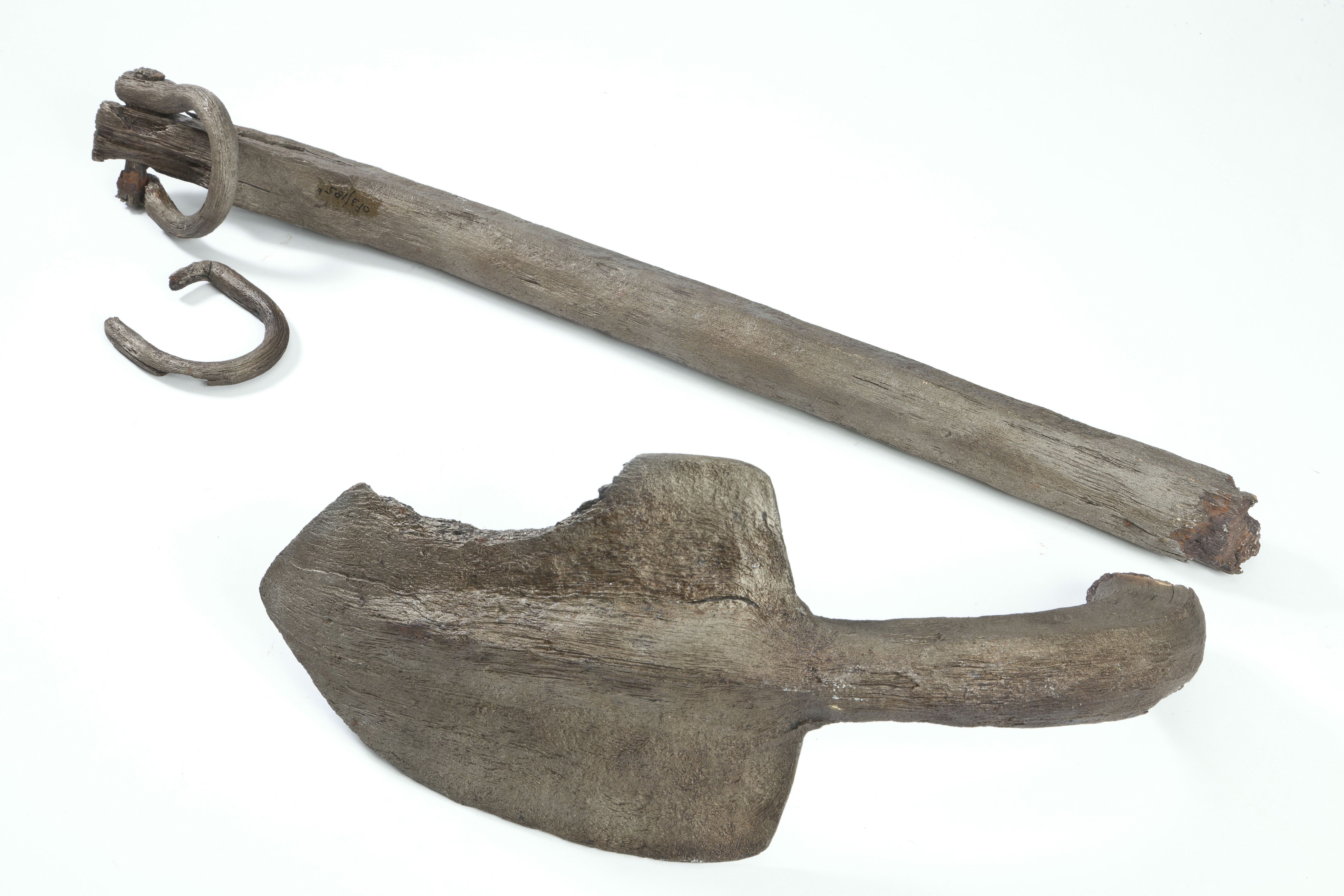
Gebroken katanker

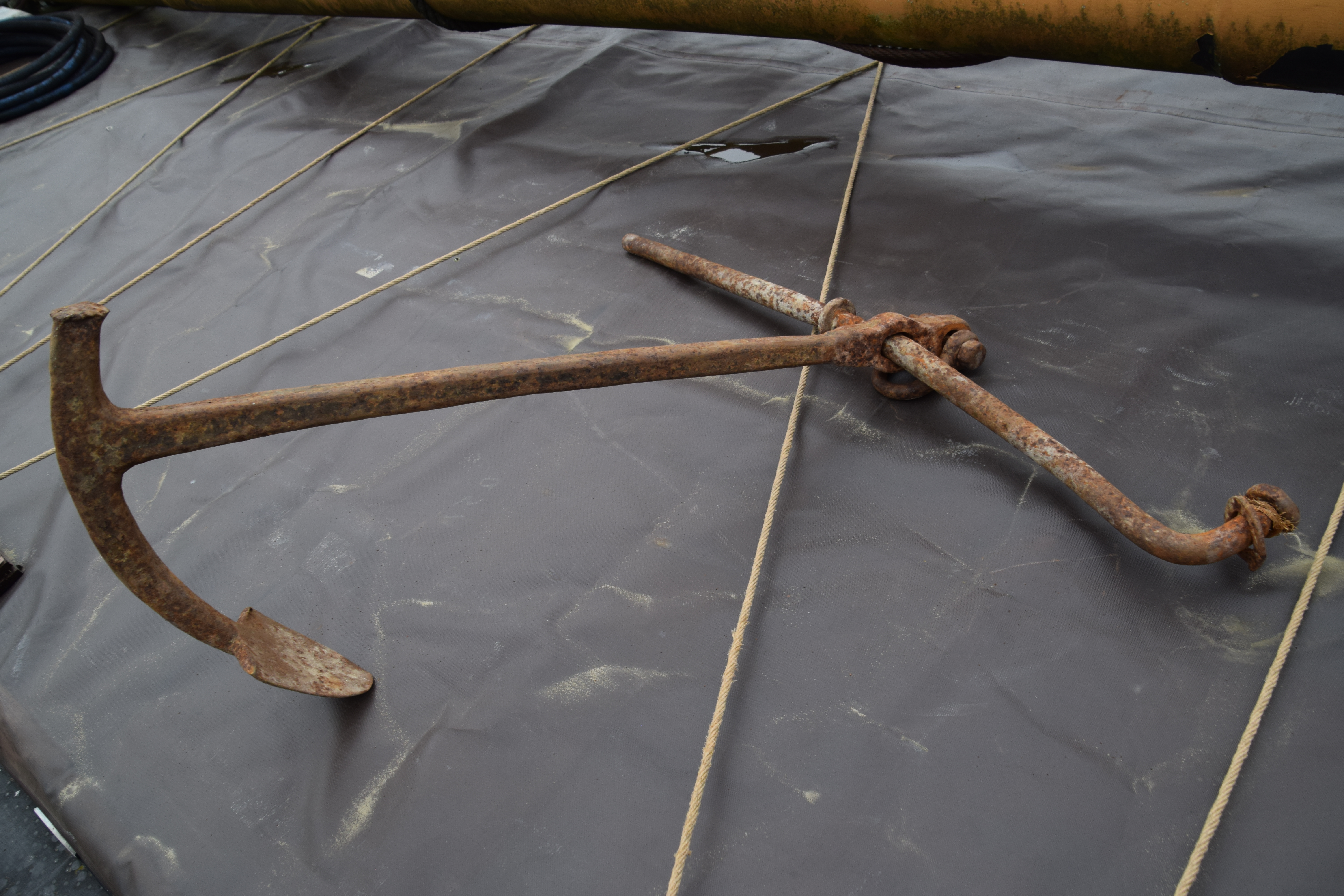
Eigenbouw katanker

Een katanker is een anker met maar 1 arm met een vloei. Het wordt gebruikt bij het afmeren van een schip of een jacht aan de wal, als daar geen voorziening zoals een bolder voor aanwezig is en de onverharde gond zich er voor leent een vloei in de grond te drijven of het anker achter een vast object te haken.
Schippers maakten het vaak zelf door van een licht stokanker eenvoudig een arm af te zagen. 